# オットー・ブラックウェル
オットー・ブラックウェル（Otto B. Blackwell, 1884年8月21日 –  1970年11月21日）はアメリカ合衆国の電子工学者で、電話伝送技術の先駆けとして知られている。1950年にIEEEのエジソンメダルを受賞した。